# Stato mentale
Quello di stato mentale è un concetto usato nelle teorie psicologiche della mente e della coscienza, soprattutto in riferimento ad alcuni stati patologici, in particolare all'autismo. Va differenziato dallo stato di coscienza. 
In psicoanalisi è stato usato, fino dagli anni trenta del 900, particolarmente da Melanie Klein e da autori della sua scuola come W.R. Bion e Donald Meltzer, senza però definire specificamente il concetto. Frances Tustin, ed anche Meltzer, usano l'espressione "stati autistici", Herbert Rosenfeld e più recentemente M. Rustin e altri parlano di "stati psicotici".

## Stato autistico
Meltzer lo descrive come lo stato mentale caratteristico dell'autismo, caratterizzato da un'assenza mentale, paragonabile per certi versi a un'assenza epilettica, prodotta, secondo lui, da una sospensione della consensualità, cioè dell'integrazione fra i diversi sensi. La consensualità comporterebbe l'integrazione in un'immagine comune dell'esperienza e la costruzione di un significato emotivo, da cui dipenderebbero sia lo sviluppo cognitivo che emotivo e relazionale. 
Lo stato mentale autistico viene prodotto da un meccanismo di "smontaggio" (dismanteling), reversibile, dell'integrazione delle diverse sensorialità, per cui lo stato autistico può alternarsi con altri stati mentali più integrati. Poiché lo stato di assenza mentale dell'autismo (così come per l'epilessia) non permette la relazione, la comunicazione, l'apprendimento dall'esperienza, l'effetto sullo sviluppo della personalità, e quindi la produzione di diversi quadri sintomatologici di 'autismo' dipenderebbe dalla quantità di tempo passato nello stato autistico, e dalla qualità degli altri stati mentali disponibili al soggetto.
Dagli sviluppi della ricerca psicoanalitica, di Meltzer e altri, lo "smontaggio", cioè la non integrazione dell'esperienza mentale, può nascere come difesa di fronte ad una situazione insopportabile nelle prime esperienze oggettuali. Una conferma sui possibili effetti delle prime interazioni viene dalla ricerca sulle interazioni precoci del neonato, sviluppata fra gli altri da T. Brazeltron, pediatra comportamentista di Boston, e da Daniel Stern e altri.
Si può concepire lo stato autistico come una difesa psicobiologica caratteristica della specie umana (ma anche di altre specie, secondo le ricerche di etologia), che può attivarsi in diverse situazioni e per cause diverse, che si estrinsecano in un'incapacità di tollerare l'esperienza interattiva relazionale e i suoi risvolti emotivi. Alcuni bambini potrebbero essere costituzionalmente intolleranti a livelli minimi di conflittualità e contraddittorietà dell'esperienza oggettuale (Meltzer: conflitto estetico). Questi concetti non contraddicono le ricerche neurobiologiche che evidenziano un'alta componente genetica nell'etiopatogenesi dell'autismo, e permettono di riferirsi all'esperienza interattiva relazionale e mentale dell'autismo.